# Miles Green
Miles Green är en by i civil parish Audley Rural, i distriktet Newcastle-under-Lyme, i grevskapet Staffordshire, i England. Byn är belägen 6 km från Newcastle-under-Lyme. Byn hade 865 invånare år 2021.